# (3639) Weidenschilling
(3639) Weidenschilling est un astéroïde de la ceinture principale.

## Description
(3639) Weidenschilling est un astéroïde de la ceinture principale. Il fut découvert le 15 octobre 1985 à la station Anderson Mesa par Edward L. G. Bowell. Il présente une orbite caractérisée par un demi-grand axe de 2,40 UA, une excentricité de 0,10 et une inclinaison de 2,2° par rapport à l'écliptique.

## Compléments